# 花䱻
花䱻（学名：Hemibarbus maculatus）为輻鰭魚綱鯉形目鲤科䱻屬的鱼类，俗名竹篙嘴、激浪魚、麻汉、沙古芦子、花勾。分布日本、韓國、俄羅斯遠東地區及中國东部等，一般生活于江河湖泊缓流区。该物种的模式产地在长江。本魚身體縱深具有清楚中凸的背面輪廓，頭長短於體高，吻的長度比較短的或等於眼眶後的頭長，體長可達47公分，可做為食用魚。
其种加词“maculatus”意为“有斑点、斑块、斑纹的”。